# Асарпай
Асарпай або Азарпай (померла в 1533 р.) — принцеса та імператриця, дружина імперії інків, одружившись зі своїм братом, Сапа Інкою Атахуальпою (правління 1532—1533).
Асарпай була дочкою інка Вайна Капака. За давнім звичаєм вона одружилася зі своїм братом, наступним Інкою. Вона була «Першою принцесою Імперії», а серед її сестер були Кіспе Сіса, Кура Окльо, Марка Чімбо, Пачакуті Ямкі, Міро, Кусі Варкай, Франциска Коя та інші.:112:112,118
Її чоловіка стратили в 1533 році іспанці, звинувативши його в інцесті та ідолопоклонстві — звинувачення, які стосувалися і її самої.
Одного разу, за словами Педро Пісарро, іспанський скарбник Наварро попросив у Фернандо Пісарро дозволу взяти Асарпай, щоб примусити її стати його дружиною. Почувши це, Асарпай втекла до Карахіми. Пізніше її спіймали і привезли до будинку Фернандо Пісарро в Лімі. Педро Пісарро стверджує, що незабаром після цього інки взяли місто в облогу, і Фернандо Пісарро вважав, що Асарпай наказала їм це зробити, і що її вбивство збільшить ймовірність того, що вони знімуть облогу.
За наказом Франсіско Пісарро її стратили на гароті.